# Acrobolbus
Acrobolbus es un género de musgos hepáticas del orden Jungermanniales. Tiene las siguientes especies:

## Taxonomía
El género fue descrito por Christian Gottfried Daniel Nees von Esenbeck y publicado en Synopsis Hepaticarum 5. 1844.

## Especies
- Acrobolbus bispinosus (J.B. Jack) Stephani
- Acrobolbus bustillosii (Mont.) Trevis.
- Acrobolbus campylodontus (Hook. & Taylor) Stephani
- Acrobolbus ciliatus (Mitt.) Schiffner
- Acrobolbus cinerascens (Lehm. & Lindenb.) Schiffner
- Acrobolbus excisus (Mitt.) Schiffner
- Acrobolbus lophocoleoides (Mitt.) Mitt.
- Acrobolbus ochrophyllus (Hook. f. & Taylor) R.M. Schust.
- Acrobolbus saccatus (Hook.) Trevis.
- Acrobolbus surculosus (Nees) Trevis.
- Acrobolbus tenellus (Hook. f. & Taylor) Trevis.
- Acrobolbus titibuensis (S. Hatt.) S. Hatt.